# Tierra de León
Tierra de León és una denominació d'origen dels vins produïts al sud de la província de Lleó i part de la província de Valladolid. Amb una superfície de 3.317 km² es constitueix com la segona DO per àrea de conreus i de producció de la província de Lleó, només superada per la Denominació d'Origen Bierzo.

## Història
L'àrea del sud de Lleó fou proveïdora de vins de pràcticament tot el nord de la península Ibèrica, ja que abans, a l'època romana,aquesta zona havia estat en l'encreuament de dos camins força importants com ara la Ruta de la Plata i el Camí de Sant Jaume. Al segle x els monestirs van fer que la viticultura ressorgís mitjançant l'adquisició de terrenys on s'hi conreaven les vinyes. Del segle XVI al XIX les vinyes de la regió no deixen de progressar fins al 1887, any en què la fil·loxera fa la seva aparició a la vinya lleonesa. Aquest es veurà afectat fins als anys vint del segle xx. El 1985 un grup de cooperatives i cellers van fer una associació de viticultors, elaboradors i embotelladors per aconseguir la denominació d'origen. Posteriorment, amb el pas dels anys, les vinyes van anar assolint passos com el reconeixement de Vi de la Terra l'any 2000 i la denominació de Vi de Qualitat de Terres de Lleó el 2004. Finalment el 2007 s'assoleix la denominació d'origen.

## L'entorn
El clima es de tipus continental, amb gelades a l'hivern i la primavera i temperatures suaus durant l'estiu. Les precipitacions tenen una mitjana d'uns 500 mm, la qual cosa afavoreix que els conreus no s'hagin de regar, llevat d'anys excepcionals. L'altitud mitjana és de 900 m. Els conreus s'assenten sobre terrasses al·luvials i els sols tenen baix contingut en sals minerals, profunditat, contingut adequat de calcària i pobresa en matèria orgànica, destacant-ne la gran capacitat de drenatge intern.

## Varietats de raïm
- Varietats blanques: Albarín, Verdejo, Godello, Palomino, Malvasia.

- Varietats negres: Prieto Picudo, Mencía, Ull de Llebre, Garnatxa.

## Característiques dels vins
- Blanc: Elaborat a partir d'un mínim del 50% de raïms de les varietats blanques principals. El 50% restant correspon a les varietats blanques complementàries.
- Rosat: Elaborat a partir d'un mínim del 60% de raïms de les varietats principals «Prieto Picudo i / o Mencía». El 40% restant correspondrà a les varietats negres i / o blanques complementàries. La seva graduació alcohòlica adquirida mínima serà de 11 °.
- Negre: Elaborat a partir d'un mínim del 60% de raïms de la varietat «Prieto Picudo i / o Mencía». El 40% restant es podrà repartir entre els raïms negres permesos.